# Янко Тасев
Вижте пояснителната страница за други личности с името Тасев.
Янко Тасев Гьорев е виден български строителен предприемач от началото на XX век.

## Биография
Роден е през 1876 година в стружкото село Нерези, тогава в Османската империя. Баща му е майстор строител, който изгражда църква в Призрен, сводести мостове в Дяково, Елбасан, Струга и други. В 1890 година семейството се мести в България. Янко Тасев заедно с баща си изгражда мостовете по шосето Брезник - Трън. След това става самостоятелен строителен предприемач. Участва в строежа на „Свети Седмочисленици“, извършва каменоделските работи по Софийската семинария и Народния театър, прави основите и цокъла на „Свети Александър Невски“, извършва каменоделските работи по Централна баня и Шипченския манастир, изгражда Рисувалната академия и училище „Васил Априлов“, основите на част от Александровската болница, саркофага на княгиня Мария Луиза в Пловдив, полираната стълба на Синодалната палата и Анатомичния институт при Медицинския факултет. Член е на Съюза на македонските емигрантски организации.
При избухването на Балканската война в 1912 година Янко Тасев е доброволец в Македоно-одринското опълчение и служи в Нестроевата рота на Първа дебърска дружина. Награден е с орден „За храброст“. По време на Първата световна война служи в Единадесета пехотна македонска дивизия.
Влиза във Временния комитет на македонските братства след след 19 май 1934 година като съветник.
Умира на 11 юли 1943 година в София.